# Biserica de lemn din Cășăria

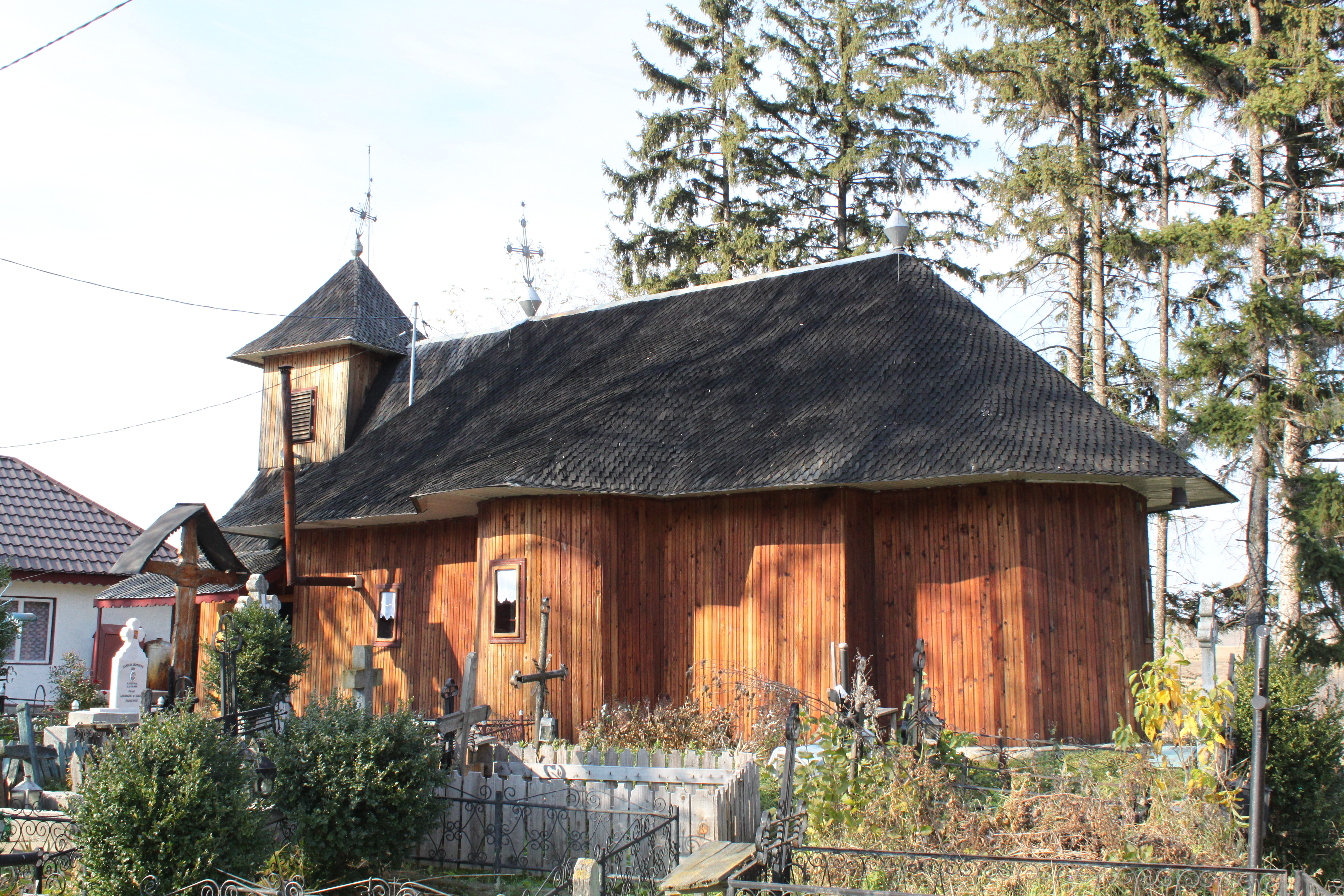
Biserica de lemn din Căşăria, judeţul Neamţ

Biserica de lemn din Cășăria, comuna Dobreni, județul Neamț.